# Wanna One
Wanna One (koreanisch 워너원) war eine elfköpfige südkoreanische Boygroup der dritten K-Pop-Generation, die 2017 von YMC Entertainment gegründet wurde. Die Gruppe wurde in der Mnet TV-Show Produce 101 Staffel 2 zusammengestellt und war von Beginn an als temporäre Gruppe geplant. Wanna One debütierten offiziell am 7. August 2017 mit dem Mini-Album 1×1=1 (To Be One). Die Verträge der Mitglieder endeten offiziell am 31. Dezember 2018. Bis zu ihrem Abschiedskonzert am 27. Januar 2019 hatte die Gruppe allerdings noch offizielle Termine wahrgenommen und sich danach endgültig aufgelöst.

## Mitglieder
| Name            | Geburtsname               | Geburtstag (Alter)      | Agentur                   | Position                                       |
| --------------- | ------------------------- | ----------------------- | ------------------------- | ---------------------------------------------- |
| Jisung (지성)   | Yoon Byeong-ok (윤병옥) a | 8. März 1991 (34)       | MMO Entertainment         | Leader, Sub Vocalist                           |
| Sungwoon (성운) | Ha Sung-woon (하성운)     | 22. März 1994 (31)      | Star Crew Entertainment   | Main Vocalist                                  |
| Minhyun (민현)  | Hwang Min-hyun (황민현)   | 9. August 1995 (29)     | Pledis Entertainment      | Lead Vocalist                                  |
| Seongwoo (성우) | Ong Seong-woo (옹성우)    | 25. August 1995 (29)    | Fantagio                  | Main Dancer, Lead Vocalist                     |
| Jaehwan (재환)  | Kim Jae-hwan (김재환)     | 27. Mai 1996 (28)       | Stone Music Entertainment | Main Vocalist                                  |
| Daniel (다니엘) | Kang Eui-geon (강의건) b  | 10. Dezember 1996 (28)  | MMO Entertainment         | Main Dancer, Lead Rapper, Sub Vocalist, Center |
| Jihoon (지훈)   | Park Ji-hoon (박지훈)     | 29. Mai 1999 (25)       | Maroo Entertainment       | Lead Dancer, Sub Vocalist, Sub Rapper          |
| Woojin (우진)   | Park Woo-jin (박우진)     | 2. November 1999 (25)   | Brand New Music           | Main Rapper, Main Dancer                       |
| Jinyoung (진영) | Bae Jin-young (배진영)    | 10. Mai 2000 (24)       | C9 Entertainment          | Sub Vocalist                                   |
| Daehwi (대휘)   | Lee Dae-hwi (이대휘)      | 29. Januar 2001 (24)    | Brand New Music           | Lead Vocalist, Lead Dancer, Sub Rapper         |
| Kuanlin (관린)  | Lai Guan-lin (賴冠霖)     | 23. September 2001 (23) | Cube Entertainment        | Lead Rapper                                    |

## Diskografie

### Studioalben
| Jahr | Titel Musiklabel                                                        | Höchstplatzierung, Gesamtwochen, AuszeichnungChartplatzierungen (Jahr, Titel, Musiklabel, Platzierungen, Wochen, Auszeichnungen, Anmerkungen) | Höchstplatzierung, Gesamtwochen, AuszeichnungChartplatzierungen (Jahr, Titel, Musiklabel, Platzierungen, Wochen, Auszeichnungen, Anmerkungen) | Anmerkungen                             |
| Jahr | Titel Musiklabel                                                        | KR | JP | Anmerkungen                             |
| ---- | ----------------------------------------------------------------------- | --- | --- | --------------------------------------- |
| 2018 | 1¹¹=1 (Power of Destiny) Swing Entertainment, Stone Music Entertainment | KR1 ×2Doppelplatin · (13 Wo.)KR | JP3 c (17 Wo.)JP | Erstveröffentlichung: 19. November 2018 |

### EPs
| Jahr | Titel Musiklabel                                                           | Höchstplatzierung, Gesamtwochen, AuszeichnungChartplatzierungen (Jahr, Titel, Musiklabel, Platzierungen, Wochen, Auszeichnungen, Anmerkungen) | Höchstplatzierung, Gesamtwochen, AuszeichnungChartplatzierungen (Jahr, Titel, Musiklabel, Platzierungen, Wochen, Auszeichnungen, Anmerkungen) | Anmerkungen                             |
| Jahr | Titel Musiklabel                                                           | KR | JP | Anmerkungen                             |
| ---- | -------------------------------------------------------------------------- | --- | --- | --------------------------------------- |
| 2017 | 1×1=1 (To Be One) YMC Entertainment, Stone Music Entertainment             | KR1 (53 Wo.)KR | JP4 d (46 Wo.)JP | Erstveröffentlichung: 7. August 2017    |
| 2017 | 1-1=0 (Nothing Without You) e YMC Entertainment, Stone Music Entertainment | KR1 (64 Wo.)KR | JP8 d (35 Wo.)JP | Erstveröffentlichung: 13. November 2017 |
| 2018 | 0+1=1 (I Promise You) YMC Entertainment, Stone Music Entertainment         | KR1 ×3Dreifachplatin · (11 Wo.)KR | JP2 (3 Wo.)JP | Erstveröffentlichung: 19. März 2018     |
| 2018 | 1÷x=1 (Undivided) Swing Entertainment, Stone Music Entertainment           | KR1 ×2Doppelplatin · (25 Wo.)KR | JP2 (3 Wo.)JP | Erstveröffentlichung: 4. Juni 2018      |

### Singles
| Jahr | Titel Album                                             | Höchstplatzierung, Gesamtwochen, AuszeichnungChartsChartplatzierungen (Jahr, Titel, Album, Platzierungen, Wochen, Auszeichnungen, Anmerkungen) | Anmerkungen                             |
| Jahr | Titel Album                                             | KR | Anmerkungen                             |
| ---- | ------------------------------------------------------- | --- | --------------------------------------- |
| 2017 | Energetic (에너제틱) 1x1=1 (To Be One)                  | KR1 (81 Wo.)KR | Erstveröffentlichung: 7. August 2017    |
| 2017 | Burn It Up (활할) 1x1=1 (To Be One)                     | KR4 (16 Wo.)KR | Erstveröffentlichung: 7. August 2017    |
| 2017 | Beautiful 1-1=0 (Nothing Without You)                   | KR1 (55 Wo.)KR | Erstveröffentlichung: 13. November 2017 |
| 2018 | I Promise You (I.P.U.) (약속해요) 0+1=1 (I Promise You) | KR5 (24 Wo.)KR | Erstveröffentlichung: 5. März 2018      |
| 2018 | Boomerang (부메랑) 0+1=1 (I Promise You)                | KR3 (31 Wo.)KR | Erstveröffentlichung: 19. März 2018     |
| 2018 | Light (켜줘) 1÷x=1 (Undivided)                          | KR2 (19 Wo.)KR | Erstveröffentlichung: 4. Juni 2018      |
| 2018 | Spring Breeze (봄바람) 1¹¹=1 (Power of Destiny)         | KR3 (16 Wo.)KR | Erstveröffentlichung: 19. November 2018 |
| 2022 | Beautiful Part.3 –                                      | KR165 (1 Wo.)KR | Erstveröffentlichung: 27. Januar 2022   |

### Auszeichnungen für Musikverkäufe
Anmerkung: Auszeichnungen in Ländern aus den Charttabellen bzw. Chartboxen sind in ebendiesen zu finden.
| Land/RegionAuszeichnungen für Musikverkäufe (Land/Region, Auszeichnungen, Verkäufe, Quellen) | Gold | Platin     | Verkäufe  | Quellen        |
| -------------------------------------------------------------------------------------------- | ---- | ---------- | --------- | -------------- |
| Südkorea (KMCA)                                                                              | —    | 7× Platin7 | 1.750.000 | circlechart.kr |
| Insgesamt                                                                                    | —    | 7× Platin7 |           |                |

## Tourneen
- 2017: Wanna One Premier Show-Con
- 2017: Wanna One Premier Fan-Con

## Auszeichnungen

### Preisverleihungen
| Jahr | Award                         | Kategorie                                           | Für                         |
| ---- | ----------------------------- | --------------------------------------------------- | --------------------------- |
| 2017 | Mnet Asian Music Awards       | Best of Next Award                                  | Wanna One                   |
| 2017 | Mnet Asian Music Awards       | Best New Male Artist                                | Wanna One                   |
| 2017 | Mnet Asian Music Awards       | Best Male Group                                     | Wanna One                   |
| 2017 | Melon Music Awards            | Best New Artist                                     | Wanna One                   |
| 2017 | Melon Music Awards            | Kakao Hot Star Award                                | Wanna One                   |
| 2017 | Melon Music Awards            | Top 10 Artists                                      | Wanna One                   |
| 2018 | Edaily Culture Awards         | Concert Category, Top Prize                         | Wanna One Premier Show-Con  |
| 2018 | Golden Disk Awards            | Best New Artist                                     | Wanna One                   |
| 2018 | Seoul Music Awards            | Bonsang                                             | Wanna One                   |
| 2018 | Seoul Music Awards            | Best New Artist                                     | Wanna One                   |
| 2018 | Global V Live Awards          | Global Rookie Top 5                                 | Wanna One                   |
| 2018 | Gaon Chart Music Awards       | New Artist of the Year (Album category)             | Wanna One                   |
| 2018 | Gaon Chart Music Awards       | Fan Vote Popularity Award (Male)                    | Wanna One                   |
| 2018 | Gaon Chart Music Awards       | Artist of the Year (Digital Music) - November       | Wanna One                   |
| 2018 | Gaon Chart Music Awards       | Artist of the Year (Physical Album) - 4th Quarter   | 1-1=0 (Nothing Without You) |
| 2018 | Soribada Best K-Music Awards  | Bonsang Award                                       | Wanna One                   |
| 2018 | Soribada Best K-Music Awards  | Popularity Award                                    | Wanna One                   |
| 2018 | MBC Plus X Genie Music Awards | Best Male Vocal Performance                         | Beautiful                   |
| 2018 | MBC Plus X Genie Music Awards | Best Song of the Year                               | Beautiful                   |
| 2018 | MBC Plus X Genie Music Awards | MBC Plus Star Award                                 | Wanna One                   |
| 2018 | Asia Artist Awards            | Asia Hot-tist Award                                 | Wanna One                   |
| 2018 | Asia Artist Awards            | Artist of the Year Award                            | Wanna One                   |
| 2018 | Asia Artist Awards            | Best Artist Award                                   | Wanna One                   |
| 2018 | Melon Music Awards            | Top 10 Artists                                      | Wanna One                   |
| 2018 | Melon Music Awards            | Best Record of the Year (Daesang)                   | Wanna One                   |
| 2018 | Melon Music Awards            | Best Dance Award (Male)                             | Boomerang                   |
| 2018 | Mnet Asian Music Awards       | DDP Best Trend                                      | Wanna One                   |
| 2018 | Mnet Asian Music Awards       | Worldwide Fans’ Choice Top 10                       | Wanna One                   |
| 2018 | Mnet Asian Music Awards       | Best Male Group                                     | Wanna One                   |
| 2018 | Mnet Asian Music Awards       | Best Unit                                           | Wanna One Triple Position   |
| 2018 | Consumer Rights Day Awards    | Best Singer of the Year Selected by Music Consumers | Wanna One                   |
| 2018 | Korea Popular Music Awards    | Artist of the Year                                  | Wanna One                   |
| 2018 | Korea Popular Music Awards    | Bonsang Award                                       | Wanna One                   |
| 2018 | Korea Popular Music Awards    | Popularity Award                                    | Wanna One                   |
| 2018 | Korea Popular Music Awards    | Olleh TV Best Artist                                | Wanna One                   |
| 2019 | Golden Disc Awards            | Best Boy Group                                      | Wanna One                   |
| 2019 | Golden Disc Awards            | Cosmopolitan Artist Award                           | Wanna One                   |
| 2019 | Golden Disc Awards            | Album Bonsang                                       | 0+1=1 (I Promise You)       |
| 2019 | Seoul Music Awards            | Fandom School Award                                 | Wanna One                   |
| 2019 | Gaon Chart Music Awards       | Album of the Year (1st Quarter)                     | 0+1=1 (I Promise You)       |